# Parczowce
Parczowce – wieś w Polsce, położona w województwie podlaskim, w powiecie sokólskim, w gminie Kuźnica.
| SIMC    | Nazwa            | Rodzaj  |
| ------- | ---------------- | ------- |
| 0033436 | Tołoczki Wielkie | kolonia |

W latach 1975–1998 wieś administracyjnie należała do województwa białostockiego.
Wierni kościoła rzymskokatolickiego należą do parafii Świętej Trójcy i św. Dominika w Klimówce.